# Collège militaire Royal Roads
Le Collège militaire Royal Roads (Royal Roads Military College en anglais) fut, de 1940 à 1995, une école militaire canadienne située dans la ville de Colwood, banlieue de Victoria, en Colombie-Britannique. Le collège se spécialisait dans l'entraînement naval.

## Historique
Autrefois habité par les Premières nations, le terrain fut utilisé à des fins agricoles par les Européens, avant de devenir en 1906 le domaine du politicien et magnat du charbon James Dunsmuir. En 1940, le gouvernement canadien acquit le terrain afin de créer un centre d'entraînement naval, connu aujourd'hui comme le Collège militaire Royal Roads (Royal Roads Military College). En 1995, le collège militaire a été fermé et les terrains et établissements donnés au gouvernement de la Colombie-Britannique qui créa l'Université Royal Roads la même année.